# Neobisium intermedium
Espèce
Neobisium intermedium est une espèce de pseudoscorpions de la famille des Neobisiidae.

## Distribution
Cette espèce est endémique de Bulgarie. Elle se rencontre à Prolaz dans la grotte Prolazkata peshtera.

## Description
La femelle holotype mesure 4,32 mm.

## Publication originale
- Mahnert, 1974 : Über höhlenbewohnende Pseudoskorpione (Neobisiidae, Pseudoscopiones) aus Süd- und Osteuropa. Revue Suisse de Zoologie, vol. 81, no 1, p. 205-218 (texte intégral).